# Simulium janzi
Simulium janzi es una especie de insecto del género Simulium, familia Simuliidae, orden Diptera.
Fue descrita científicamente por Abreu, 1961.